# فرود سخت

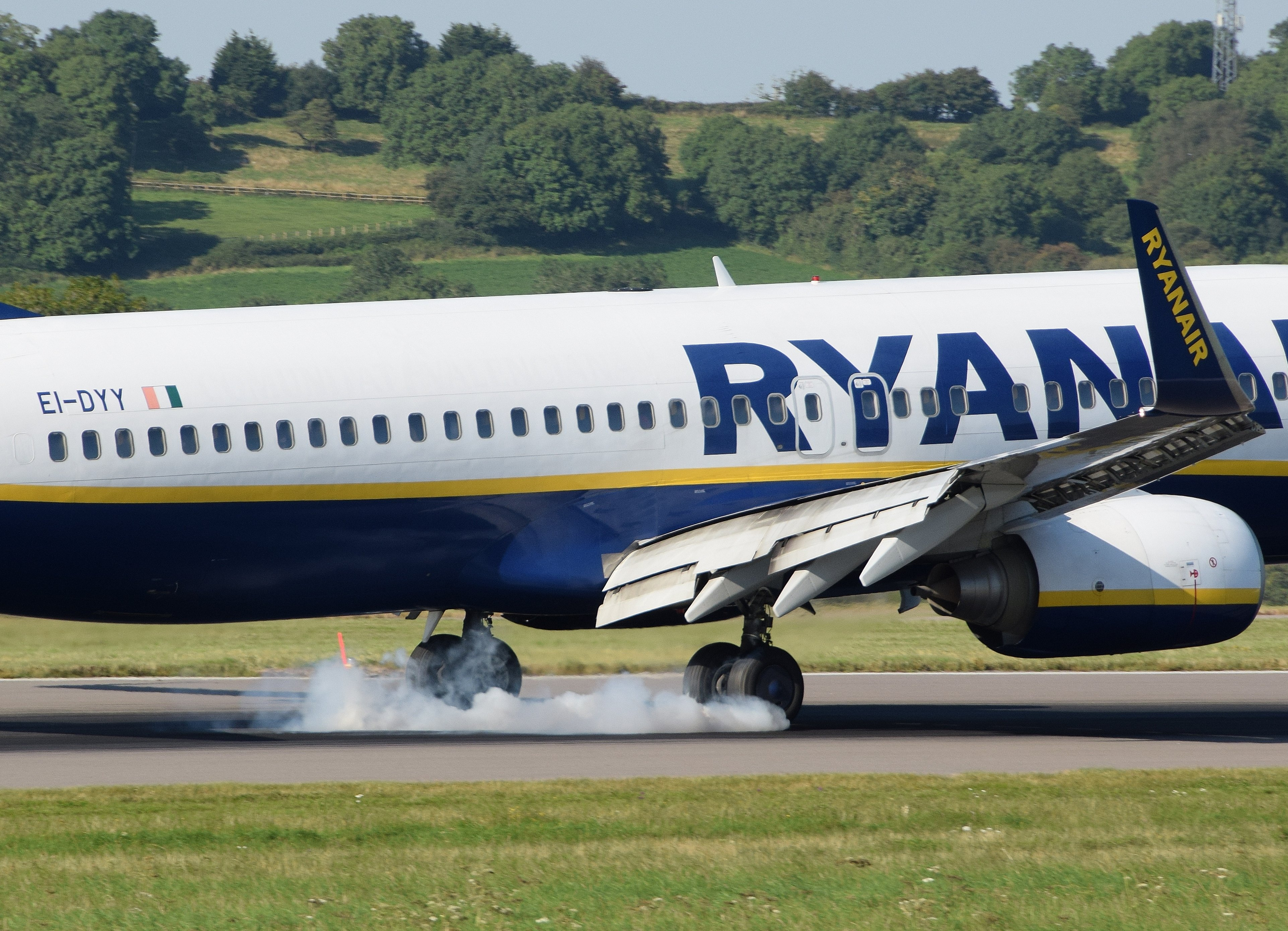
یک بوئینگ ۷۳۷ رایان‌ایر در حال فرود سخت

فرود سخت (انگلیسی: Hard landing) زمانی رخ می‌دهد که هواگرد یا فضاپیما با سرعت عمودی و نیرویی بیش از فرود عادی به زمین برخورد کند. فرود سخت برخلاف فرود نرم می‌تواند صدمات قابل‌توجهی به حامل یا محموله وارد نماید.
فرود آخرین مرحلهٔ پرواز است و طی آن، هواگرد به زمین بازمی‌گردد. سرعت میانگین عمودی در فرود حدود ۲ متر بر ثانیه (۶٫۶ فوت بر ثانیه) است؛ هرگونه افزایش در سرعت عمودی، خدمهٔ پرواز را بر آن می‌دارد که فرود را سخت ارزیابی کنند. تشخیص کادر پرواز در مورد سختی فرود مطمئن‌تر است؛ به این دلیل که تعیین سختی به کمک مقدارهای شتاب ثبت‌شده تا حدودی دشوار است و شتاب عمودی واقعی را نمی‌توان ثبت کرد.